# Plaza Zela
La Plaza Zela es una conocida y popular plaza pública de la Ciudad de Tacna. Destaca por ser una plaza céntrica y concurrida que rinde homenaje a Francisco Antonio de Zela, por el primer grito libertario del Perú, hecho que se dio en la ciudad de Tacna.

## Historia
No se tiene mucha reseña histórica con respecto al origen de la plaza, se sabe que anteriormente era un huerto de perales, desconociéndose quien era el dueño de la huerta. Solo para 1840 aparece como propiedad de Don Francisco de Paula Alayza quien construye sobre ese terreno el más espacioso tambo de la ciudad que, precisamente llevaba su apellido. La innovación de Alayza, respecto a otros tambos que existían hasta entonces, era que hacia la parte del camino, hoy cuadra 9 de Avenida San Martín existían urbanizaciones “decentes”, dicen las crónicas de aquella época, que eran destinadas probablemente a los dueños de recuas o a viajeros de cierta posición económica y social.
Con el crecimiento de la ciudad después de la construcción del Ferrocarril Tacna-Arica, en 1860 pasó a poder de una Familia Olivares. Cuando se produjo la ocupación de Tacna por los chilenos el gobernador político de entonces alquiló la referida casa para ser ocupada por el “Liceo de Hombres”. Después de muchos contratiempos el Estado Chileno terminó adquiriendo la referida propiedad.
En los años 20 del siglo XX el local fue desocupado para establecerse en la “Quinta de la Victoria” que había adquirido el Estado Chileno como residencia del “Delegado del Estado Chileno”. Para tiempo después, las ruinosas instalaciones dejadas sirvieron para depósito y albergó a algunos circos entre 1930 y 1940.
Muchos clamaban por desaparecer del centro de la ciudad esa ruinosa finca. En 1946 la Junta Municipal Transitoria, elegida en asamblea popular mientras se reglamentaba la ley de Municipalidades, que tenía como Alcalde al Señor Filidor Cavagnaro Herrera, tomó el acuerdo de construir allí una plaza en homenaje a Zela.
Para financiarla se afectó a los Fondos de la Ciudad que, desde su creación había invertido su presupuesto en la construcción de veredas. Hubo muchos aportes como el del Senador Portugal, representante al Senado por Arequipa, que obsequió aquellos árboles que prevalecen en la actualidad.
Cuando se inauguró la referida plaza se colocó una diminuta plaquita en la que sólo se leía Junta Municipal Transitoria 1947.
Durante el periodo del Señor Alcalde Gómez Mamani, la plaza fue remodelada como se la conoce actualmente.
El 10 de noviembre de 2018, fue escenario para el Lanzamiento de la Agenda Bicentenario, con la participación de la vicepresidenta Mercedes Aráoz y varias autoridades de la Ciudad.

## Descripción
Es una espaciosa y conocida plaza de Tacna, presenta grandes árboles y rosales, en el centro de la plaza está ubicada una estatua que rinde homenaje a Francisco Antonio de Zela.
En dicho centro, presenta una placa conmemorativa por la Comisión Nacional del Sesquicentenario de la Independencia del Perú.

La Nación a Francisco Antonio de Zela en el 161 Aniversario del Primer Grito de Independencia - Tacna, 20 de Junio de 1972.

## Actualidad
Al estar ubicada en el Centro de la Ciudad, es muy concurrida por los mismos residentes y turistas nacionales y extranjeros. La Plaza Zela es escenario en algunas ocasiones para diversas marchas y protestas.
Por otra parte es frecuente para la realización de actividades protocolares de la Municipalidad así como diversas actividades y festivales para la población.